# Antheraea subcaeca
Antheraea subcaeca är en fjärilsart som beskrevs av Eugène Louis Bouvier 1928. Antheraea subcaeca ingår i släktet Antheraea och familjen påfågelsspinnare. Inga underarter finns listade i Catalogue of Life.